# Marco Mathys
Marco Mathys (Derendingen, 5 luglio 1987) è un calciatore svizzero, centrocampista svincolato.

## Carriera

### Club
Ha giocato nella massima serie svizzera.